# Grootoogtandbrasem
De grootoogtandbrasem (Dentex macrophthalmus) is een straalvinnige vis uit de familie van zeebrasems (Sparidae) en behoort derhalve tot de orde van baarsachtigen (Perciformes). De vis kan een lengte bereiken van 65 cm.

## Leefomgeving
Dentex macrophthalmus is een zoutwatervis. De vis prefereert een subtropisch klimaat en leeft hoofdzakelijk in de Atlantische Oceaan. Bovendien komt Dentex macrophthalmus voor in de Middellandse Zee. De diepteverspreiding is 30 tot 500 m onder het wateroppervlak.

## Relatie tot de mens
Dentex macrophthalmus is voor de visserij van aanzienlijk commercieel belang. In de hengelsport wordt er weinig op de vis gejaagd.